# Erquinvillers
Erquinvillers település Franciaországban, Oise megyében. Lakosainak száma 185 fő (2022. január 1.). Erquinvillers Lieuvillers, Cuignières, Noroy és Pronleroy községekkel határos.

## Népesség
A település népességének változása:
| Lakosok száma | 172  | 173  | 180  | 183  | 184  | 184  | 185  | 185  | 185  |
|               | 2013 | 2015 | 2016 | 2017 | 2018 | 2019 | 2020 | 2021 | 2022 |